# Harmanec
Harmanec (niem. Hermanetz, Hermannsdorf, węg. Hérmand, do 1888 Hermanec) – gmina wiejska (obec) w środkowej Słowacji, w powiecie Bańska Bystrzyca. Położona jest w Harmaneckiej doliniej, pomiędzy stokami Wielkiej Fatry i Górami Kremnickimi, otoczona ze wszystkich stron lasami. Harmanec jest jednym z największych ośrodków papierniczych Słowacji.
Zabudowania wsi znajdują się po obu stronach koryta rzeki Bystrica. W pobliżu wsi znajduje się krasowa Jaskinia Harmaniecka (Harmanecká jaskyňa), udostępniona do zwiedzania. W górze doliny Harmanca rozciąga się tzw. Harmanecká tisina – jeden z największych w Europie lasów cisowych, objęty ochroną w rezerwacie przyrody Harmanecká tisina. Obydwa obiekty administracyjnie leżą już na terenie Dolnego Harmanca.

## Historia
Początki miejscowości związane są z sąsiednią wsią Dolný Harmanec (położoną jednak w dolinie potoku Harmanec powyżej Harmanca!). Pierwsza wzmianka o tej miejscowości pochodzi z końca XV stulecia i związana jest, podobnie jak w przypadku innych osad w tej okolicy, z górnictwem. W XVIII wieku na terenie dzisiejszego Harmanca pojawiła się manufaktura papieru. Zużycie papieru wzrosło w następnym wieku i powstały kolejne nowoczesne zakłady związane z papiernictwem (choć na początku nie spotkało się to z aprobatą rajców z Bańskiej Bystrzycy, do których należały te tereny), których pierwszym właścicielem był Franz Sigmund Leicht (od 1829 r.). We wszystkich budynkach fabryki była wówczas bieżąca woda, sprowadzana z gór 170-metrowym drewnianym korytem. Po śmierci Leichta w 1838 zakłady przejął Stefan Ruttkay, a w 1840 r. Moriz Schloss z Hainburga, a udziałowcami zostały wiedeńska firma Arnstein i Eskeles oraz firma Werheimstein i synowie. W 1843 r. Schloss założył magazyn papieru w Budapeszcie.
W 1845 r. w zakładach pracowało 150 osób, a w 1850 – już ponad 200 osób, również dzieci w wieku 10–15 lat (w 1840 r. było ich 40, dziesięć lat później tylko 11). W 1866 r. zakłady papiernicze kupili mieszczanie z Bańskiej Bystrzycy – H.G. Stadler i J.B. Huttner, a od 1899 r. prowadziła go tylko rodzina Huttnerów, za czasów której eksportowano miejscowy papier do Indii, Chin i Japonii. W 1904 r. pożar zniszczył większą część fabryki, odbudowano ją jednak dzięki pożyczce banku z Budapesztu, który w 1906 r. przejął zakłady. W latach 1912–1913 wybudowano linię kolejową z Bańskiej Bystrzycy, która przewoziła pracowników. W 1910 r. zatrudnionych było tutaj 605 pracowników, w tym 417 Słowaków, 44 Węgrów, 42 austriackich Niemców oraz 3 Niemców z Rzeszy. W 1918 r. pożar po raz kolejny zniszczył fabrykę – zdołała z powrotem rozpocząć produkcję, ale w 1921 r. konieczne okazało się zawieszenie produkcji i postawienie zakładu w stan upadłości. W 1924 r. papiernię przejęła spółka z Moraw, która wcześniej udzielała jej kredytów i wykorzystała ciężką sytuację zakładów, aby stać się ich właścicielem. Natychmiast wznowiła działalność fabryki – wkrótce zatrudnionych w niej było 700 pracowników. Kolejny wielki pożar w 1927 r. pochłonął znaczną część towarów.
W 1946 r. zakład znacjonalizowano. W 1957 r. doszło do podziału Dolnego Harmanca – bardziej zurbanizowana część wsi (gdzie bardziej zwarte osadnictwo datuje się na 1860 r.) odłączyła się i utworzyła osobną gminę Harmanec.

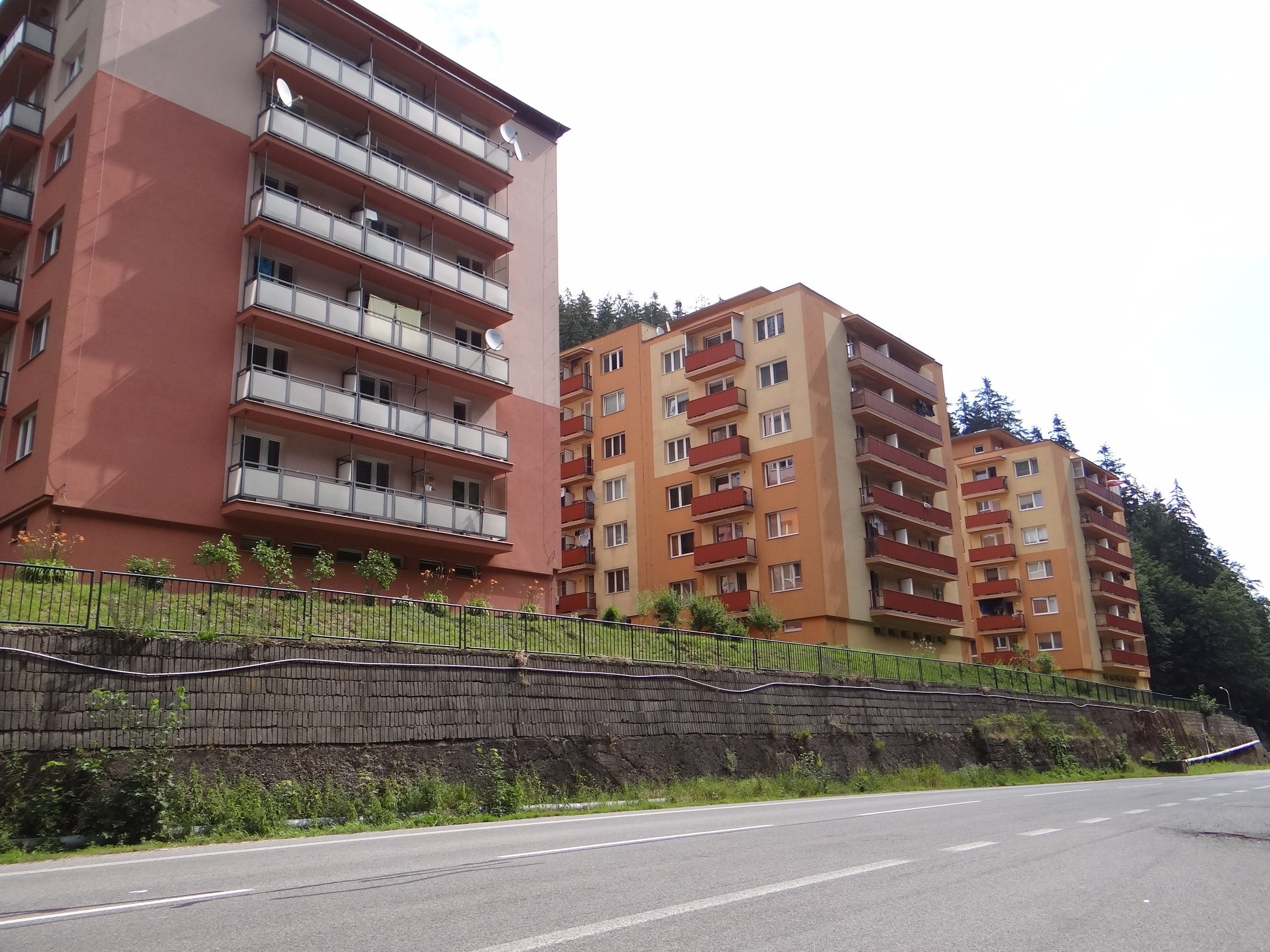
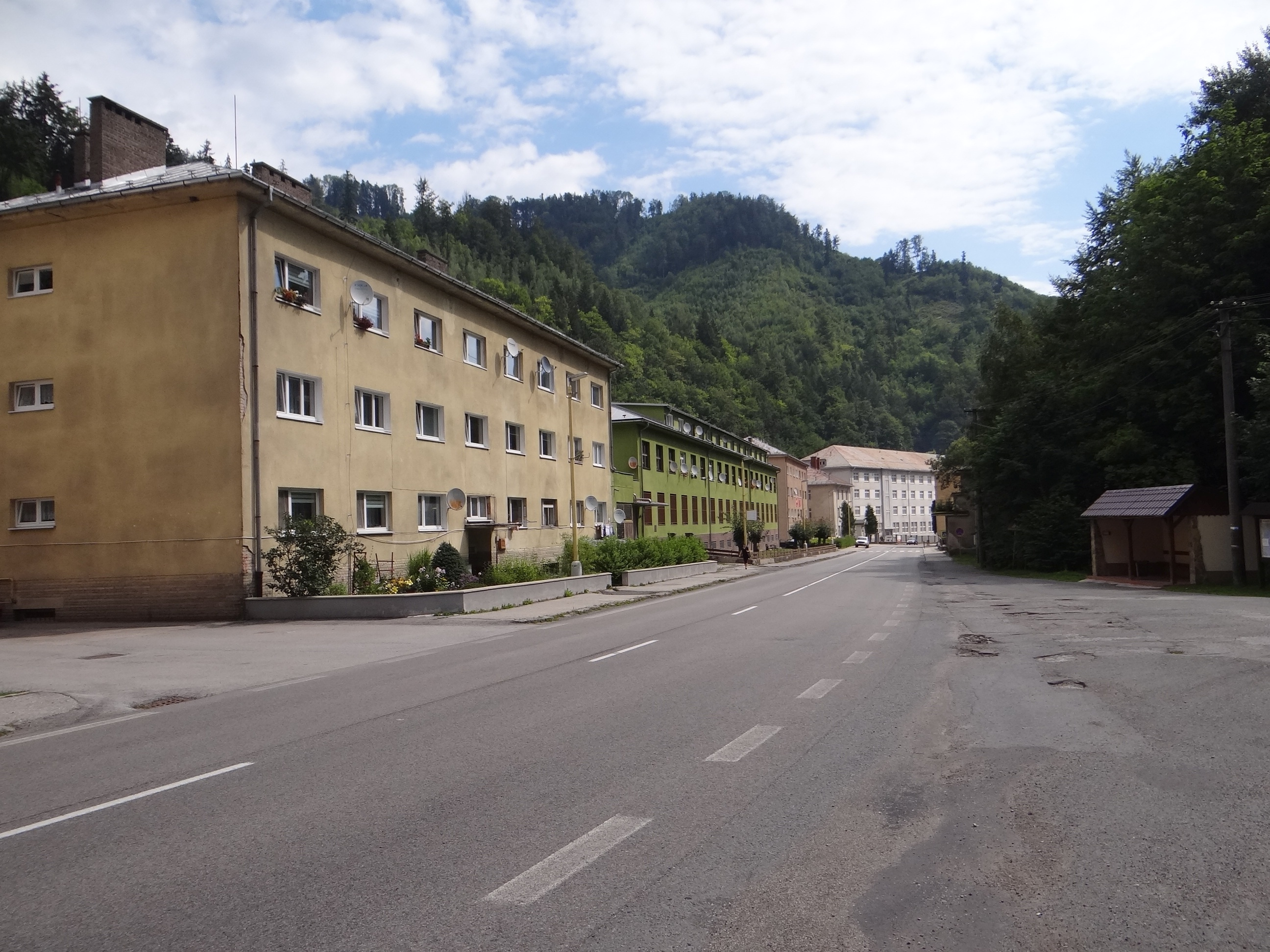
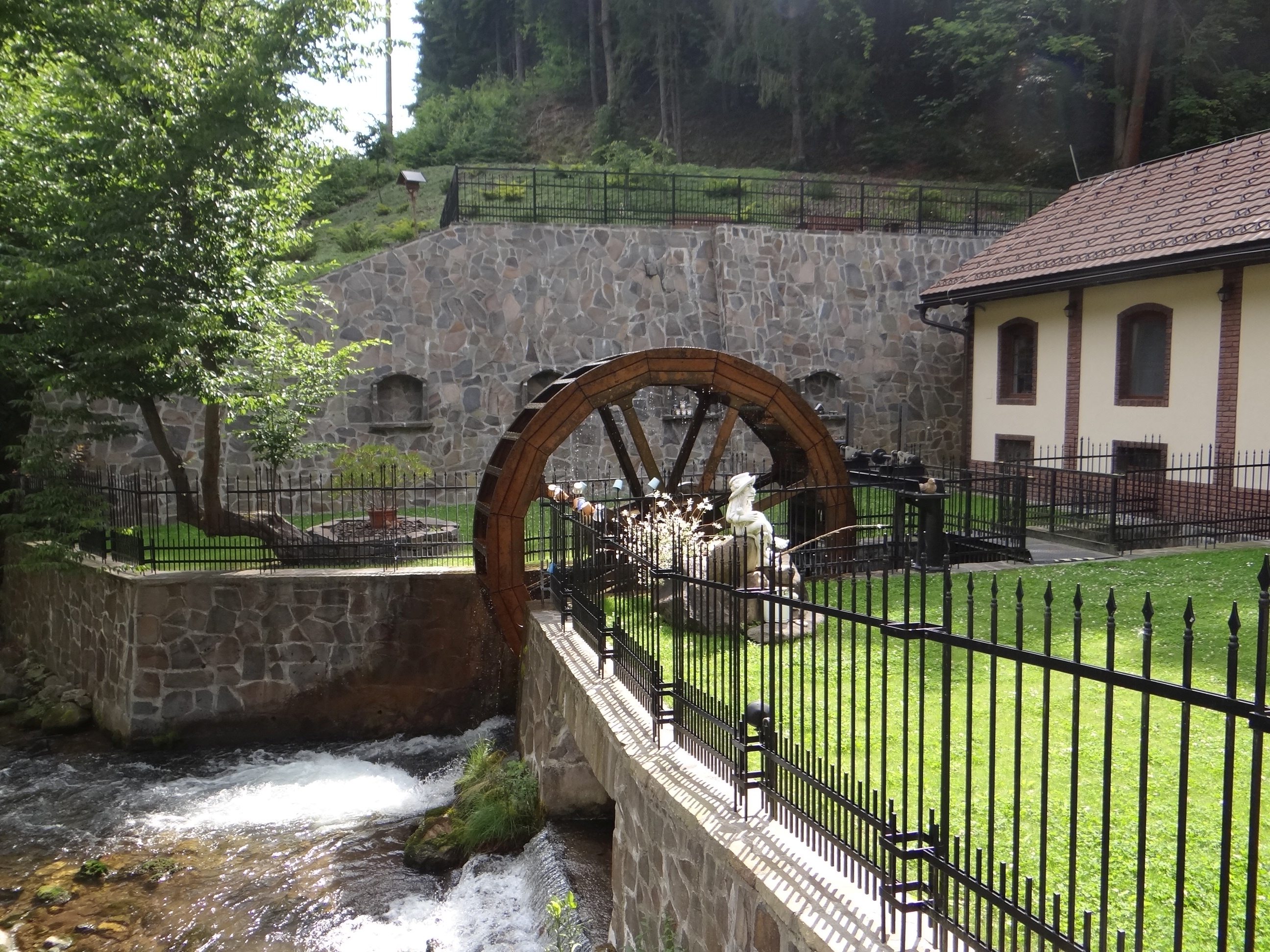